# Þóra Arnórsdóttir
Þóra Arnórsdóttir (ur. 18 lutego 1975 w Reykjavíku) – islandzka dziennikarka i polityk, kandydatka w wyborach prezydenckich w 2012.

## Życiorys
Licencjat z filozofii obroniła na Uniwersytecie Islandzkim. Kształciła się następnie na uczelniach zagranicznych we Włoszech i w Stanach Zjednoczonych. Podjęła pracę jako dziennikarka telewizyjna w Ríkisútvarpið, islandzkim publicznym nadawcy radiowo-telewizyjnym.
W marcu 2012 zadeklarowała swój udział w wyborach prezydenckich przewidzianych na 30 czerwca tego samego roku, stając się jednym z konkurentów ubiegającego się o reelekcję długoletniego prezydenta Ólafura Ragnara Grímssona. Została zarejestrowana po zebraniu wymaganych półtora tysiąca podpisów pod swoją kandydaturą. W wyborach zajęła drugie miejsce za urzędującym prezydentem, otrzymując około 33% głosów.
Partnerka dziennikarza telewizyjnego Svavara Halldórssona, z którym ma troje dzieci; trzecie z nich Þóra Arnórsdóttir urodziła w trakcie kampanii wyborczej w 2012.